# Wapenhandel
Wapenhandel is de handel in wapens, en belangrijk voor de defensie-industrie. De term wordt vaak gebruikt voor de internationale handel in militaire goederen tussen landen. De term kan ook worden gebruikt voor alle handel in militaire goederen, inclusief de aankoop van wapens door regeringen in eigen land.
De totale globale jaarlijkse omzet in militaire goederen (de gecombineerde verkoop van wapens van de wapenproducerende ondernemingen) bedraagt tegenwoordig meer dan 300 miljard dollar. Wereldwijd wordt er tussen landen elk jaar voor naar schatting rond de 45 miljard euro aan wapens verhandeld. De  Verenigde Staten is de grootste wapenexporteur, daarna volgen de Europese Unie en China. Grote exporteurs zijn Verenigd Koninkrijk, Rusland, Frankrijk en Duitsland. In 2019 waren de grootste wapenbedrijven ter wereld allen in de Verenigde Staten gevestigd: Lockheed Martin, Boeing, Northrop Grumman, Raytheon en  General Dynamics. Samen verkochten ze voor $166 miljard aan militaire goederen.

## Nederland
Nederland is gemiddeld de 11e wapenexporteur ter wereld. Volgens een rapport van de Campagne tegen Wapenhandel zou Nederland, per hoofd van de bevolking gemeten, de grootste wapenexporteur in 2008 zijn. In de periode 2003-2007 was Nederland grofweg de op vijf na grootste wapenexporteur ter wereld, gemeten naar het volume van geëxporteerde zware wapens. De relatief hoge Nederlandse wapenexport was in deze periode verklaarbaar aan de verkoop van overtollig krijgsmachtmaterieel door de Nederlandse staat, onder meer aan Chili, Duitsland, België, Portugal en Egypte. De Nederlandse overheid rapporteerde in haar jaarlijkse overzichten van de nationale wapenexport voor de periode 2003-2007 een export van overtollig militair materieel ter waarde van rond de 1,5 miljard euro. Overigens is de export van wapens vanuit Nederland aanzienlijk minder dan de wapenexport vanuit de VS, Rusland, Duitsland en Frankrijk. In 2007 bedroeg de export 874 miljoen euro. In 2008 was Nederland de op vier na grootste wapenexporteur. In 2019 gaf de Nederlandse regering voor een totale waarde van €923 miljoen vergunningen af voor uitvoer van militaire goederen. Dit is fors hoger dan de €751 miljoen aan vergunningen in 2018,maar komt overeen met het gemiddelde van de afgelopen tien jaren.
In Nederland zijn er zo'n 250 bedrijven actief op het gebied van de productie en export van wapens of wapenonderdelen. In 1998 werd er door de overheid voor minstens 160 miljoen euro aan subsidie besteed aan deze industrie, die werk verschaft aan ongeveer 12.000 mensen. TNO is het bekendste en grootste onderzoeksinstituut dat zich met wapens bezighoudt. Verder zijn onder andere het Nationaal Lucht- en Ruimtevaartlaboratorium (NLR) en Stork betrokken bij de ontwikkeling van de Joint Strike Fighter. Scheepswerf Damen Shipyards is leverancier van marineschepen aan onder meer Indonesië, Egypte en Pakistan. Vaak worden deze schepen uitgerust met commando- en communicatieapparatuur van wapenbedrijf Thales. Deze apparatuur is een essentieel onderdeel van moderne oorlogvoering. 
Nederlandse wapenexport moet voldoen aan de EU Gedragscode Wapenexport.

## België

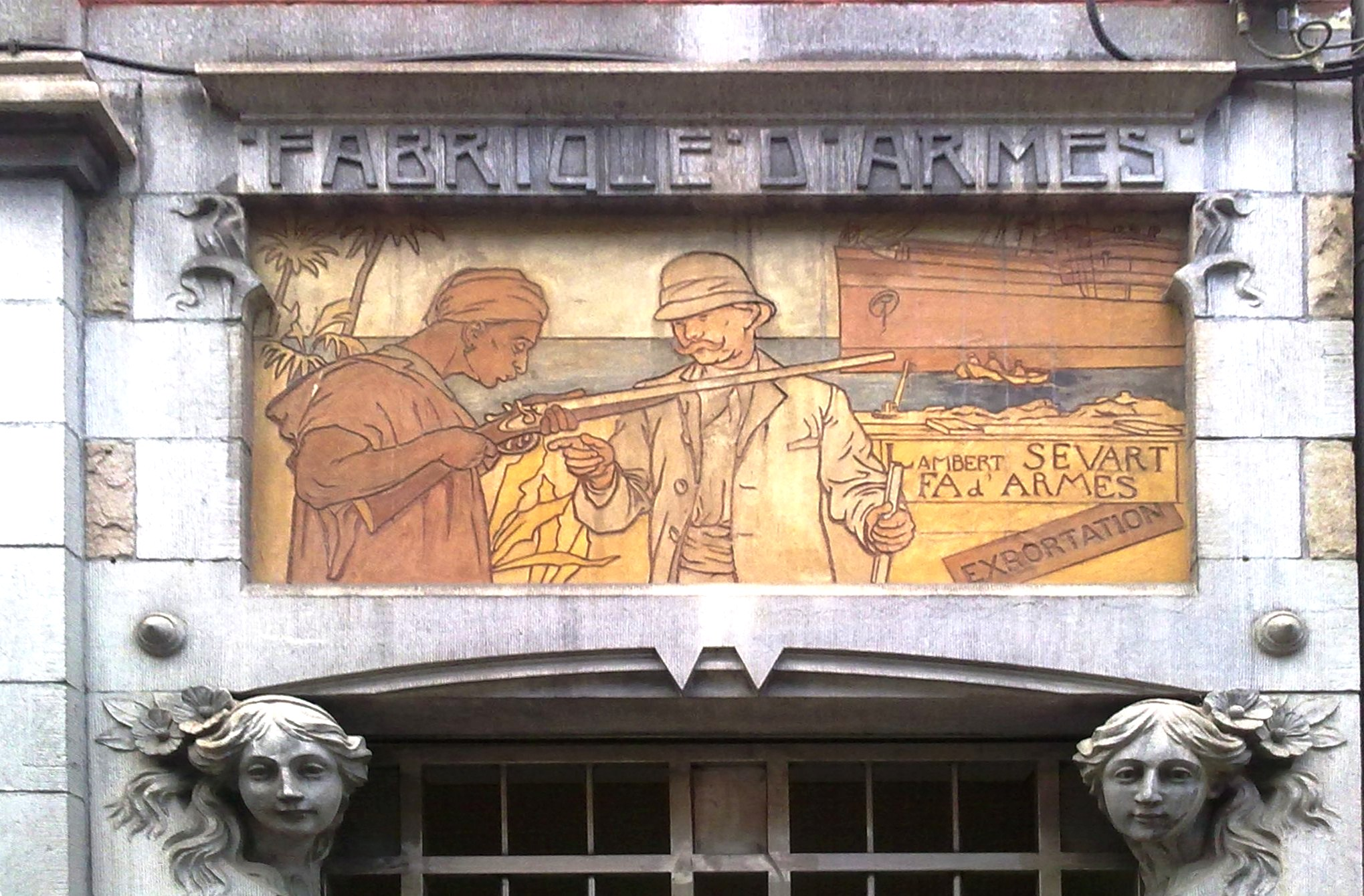
Sgraffito op de gevel van de Lambert Sevart wapenfabriek in Luik (België) (begin 20ste eeuw).

In 2001 heeft België voor 235 miljoen euro aan wapens geëxporteerd. Hiervan werd voor 29 miljoen euro geëxporteerd naar landen met burgeroorlogen, ernstige gewapende conflicten, of zware interne spanningen die kunnen leiden tot een gewapend conflict:
Algerije, Colombia, Democratische Republiek Kongo, Filipijnen, India, Indonesië, Israël, Marokko, Mexico, Nigeria, Rusland en Turkije.
Verder ging er voor 87,6 miljoen euro naar landen met ernstige en systematische mensenrechtenschendingen volgens rapporten van Amnesty International, Human Rights Watch of de Europese Unie: Argentinië, Bangladesh, Brazilië, Chili, Dominicaanse Republiek, Ecuador, Egypte, Jamaica, Kameroen, Kenia, Maleisië, Syrië en Venezuela.
Vredesactie heeft in juli 2003 de Belgische staat gedagvaard voor openbaarheid van alle wapenexportlicenties.
Het forum is bezorgd over de wapenexport naar conflictgebieden en landen met ernstige mensenrechtenschendingen.

## Misdaadbendes
De handel in handvuurwapens richt zich in belangrijke mate op misdaadbendes. In de Verenigde Staten, met hun vrije wapenbezit, zijn particulieren vaak tussenpersonen bij de grootscheepse wapensmokkel naar buurland Mexico, waar sinds jaar en dag met deze wapens vele bendeoorlogen worden uitgevochten. De Mexicaanse regering heeft daarom in augustus 2021 de Amerikaanse wapenfabrieken aangeklaagd en een schadevergoeding van tien miljard dollar geëist.